# شهداء الفرنسيسكان في المغرب
شهداء الفرنسيسكان في المغرب هم مجموعة من خمسة رهبان من رهبنة الإخوة الأصاغر الذين كانوا شهداء في المغرب، والذين أرسلهم القديس فرنسيس الأسيزي في بداية القرن الثالث عشر للتبشير بالإنجيل إلى الموريين من سكان المغرب.

## التخليد
تم تمجيدهم في 17 أغسطس 1481 من قبل البابا سيكستوس الرابع، وتم تعيين عيدهم في 16 أغسطس من كل سنة.
تقع كنيسة القديسين في حي گليز في مراكش.